# Elecciones federales de Suiza de 1925

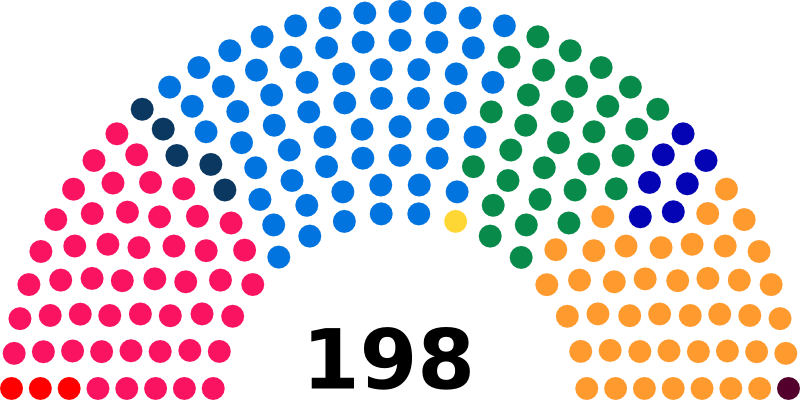
Elecciones parlamentarias de Suiza de 1925

Las elecciones federales de Suiza fueron realizadas el 25 de octubre de 1925. El Partido Radical Democrático se posicionó como el partido más grande del Consejo Nacional, obteniendo 60 de los 198 escaños.

## Resultados

### Consejo Nacional
| Partido                                                    | Votos   | %    | Escaños | +/–   |
| ---------------------------------------------------------- | ------- | ---- | ------- | ----- |
| Partido Radical Democrático                                | 206 485 | 27.8 | 60      | 0     |
| Partido Socialista                                         | 192 208 | 25.8 | 49      | +6    |
| Partido Demócrata Cristiano                                | 155 467 | 20.9 | 42      | –2    |
| Partido de los Agricultores, Comerciantes e Independientes | 113 512 | 15.3 | 30      | –4    |
| Partido Democrático Liberal                                | 22 217  | 3.0  | 7       | –3    |
| Grupo Democrático                                          | 16 362  | 2.2  | 5       | +2    |
| Partido Comunista                                          | 14 387  | 2.0  | 3       | +1    |
| Partido Popular Evangélico                                 | 6 888   | 0.9  | 1       | 0     |
| Partido Socialista Liberal                                 | 1 602   | 0.2  | 0       | 0     |
| Unión Grütli                                               | 427     | 0.1  | 0       | 0     |
| Unión para Defensa Económica                               | 13 674  | 1.8  | 1       | Nuevo |
| Otros partidos                                             | 13 674  | 1.8  | 0       | –     |
| Votos en blanco/nulos                                      | 20 915  | –    | –       | –     |
| Total                                                      | 764 594 | 100  | 198     | 0     |
| Participación electoral                                    | 995 551 | 76.8 | –       | –     |
| Fuente: Nohlen & Stöver                                    |         |      |         |       |

### Consejo de los Estados
En varios cantones, los miembros del Consejo de los Estados fueron elegidos por los parlamentos cantonales.
| Partido                                                    | Escaños | +/– |
| ---------------------------------------------------------- | ------- | --- |
| Partido Radical Democrático                                | 21      | –2  |
| Partido Demócrata Cristiano                                | 18      | +1  |
| Partido Socialista                                         | 2       | +1  |
| Grupo Democrático                                          | 1       | 0   |
| Partido Democrático Liberal                                | 1       | 0   |
| Partido de los Agricultores, Comerciantes e Independientes | 1       | 0   |
| Otros partidos                                             | 0       | 0   |
| Total                                                      | 44      | 0   |
| Fuente: Nohlen & Stöver                                    |         |     |